# Juno Reactor
Juno Reactor est un groupe de musique électronique connu pour ses influences tribales et réputé sur la scène underground comme étant historiquement le premier groupe de musique Goa/Psytrance. Il est aujhourd'hui composé de Stephen Benedict "Ben" Watkins, Johann Bley, Kris Kylven, Tamsyn "Taz" Alexander, Sugihara "Sugizo" Yasuhiro et Nicholas James "Nick" Burton. Michael "Mike" Maguire, Stephane Holweck de Total Eclipse, Paul Richard Jackson de Genetic et Jens Waldenback en ont aussi fait partie.

## Histoire

### The Missile Project
Juno Reactor a vu le jour en 1990 avec Stephen Benedict "Ben" Watkins et Stéphane Holweck en tant que projet expérimental de musique d'ambiance pour enregistrer une bande sonore accompagnant des sculptures de Norma Fletcher (alors petite amie de Watkins) appelée The Missile Project. La pièce principale du projet était une réplique de 1 mètre d'un missile surnommée Juno Reactor qu'ils exposèrent à Londres en jouant leur musique pour permettre une prise de conscience par rapport aux risques de guerre nucléaire. Le projet fut achevé en un mois, cependant la dernière exposition prit fin seulement quelques heures avant que la police londonienne n'arrive et n'arrête tous les membres du projet après avoir cassé le missile. La musique fut publiée plus tard en tant que second album de Juno Reactor, Luciana.

### 1993 et plus tard
En 1993, Juno Reactor sort son premier single, Laughing Gas, sous le label NovaMute Records, suivi par l'album qui lancera le groupe, Transmissions. Cet album est en effet considéré comme un grand succès, et est souvent cité dans la liste des premiers albums de trance psychédélique. Plus tard, le groupe sort Luciana (mentionné ci-dessus), sous le label Inter-Modo. En 1995, Juno Reactor quitte NovaMute Records et Inter-Modo pour sortir le single Guardian Angel sous le label britannique Blue Room Released (en). Leur album Beyond the Infinite sort en 1996.
Bible of Dreams, sorti en 1997 est le quatrième album de Juno Reactor. Il a un son bien différent des albums précédents et s'éloigne des beats traditionnels avec des rythmes tribaux. Watkins a collaboré avec Amampondo, le percussionniste de musique d'Afrique du Sud traditionnelle favori de Nelson Mandela, pour le single Conga Fury.
Watkins a sorti le cinquième album de Juno Reactor, Shango en 2000. C'est le premier de ses albums sous Metropolis Records. Le premier titre, "Pistolero", a été écrit et enregistré en collaboration avec le guitariste Steve Stevens. Il ouvre une direction complètement nouvelle pour Juno Reactor, et on le retrouve dans la bande-annonce du film Il était une fois au Mexique... Desperado 2. En Automne 2002, Juno Reactor sort un nouveau single intitulé Hotaka, enregistré dans un studio japonais. On y retrouve Steve Stephens à la guitare, accompagné par des joueurs de Taiko, un instrument traditionnel japonais. En 2002 sort Odyssey 1992-2002, compilation des meilleurs titres de Juno Reactor.
L'album Labyrinth de Juno Reactor est sorti en octobre 2004, et présente le travail de Watkins pour la trilogie Matrix. Cet album est encore influencé par la musique tribale, notamment dans le titre Conquistador II.
En 2009, le groupe a tourné  en Europe avec le batteur Budgie, ex-membre de Siouxsie and the Banshees.

## Juno Reactor dans les bandes originales
Leur remix du titre Control de Traci Lords est dans la bande originale du film Mortal Kombat. On retrouve Juno Reactor dans la suite (Mortal Kombat Annihilation) avec des titres comme Conga Fury. Plus tard, le groupe, en collaboration avec Don Davis, a composé de nombreux titres des bandes originales de la trilogie The Matrix (notamment avec Mona Lisa Overdrive pour la scène de poursuite de Matrix Reloaded). Leur single Guardian Angel est le thème d'ouverture de la série animée Texhnolyze. D'autres titres de Juno Reactor apparaissent dans des films tels que L'Effaceur, Programmé pour tuer, Perdus dans l'espace, Beowulf, Roméo + Juliette (1996) ou encore Il était une fois au Mexique... Desperado 2. Des titres de Juno Reactor sont diffusés régulièrement lors d'événements sportifs : matchs de baseball, de basket-ball ou de football américain, ainsi qu'au Grand Prix du Japon. Ils apparaissent aussi dans plusieurs jeux vidéo dont Jet Moto 3 et Frequency. Juno Reactor a aussi réalisé entièrement la bande originale de The Mark of Kri ainsi que la bande originale du film d'animation Brave Story.

## Discographie

### Albums
- 1993 :  Transmissions (NovaMute Records)
- 1994 :  Lu.Ci-ana  (Inter-Modo)
- 1995 :  Beyond the Infinite  (Blue Room Released)
- 1997 :  Bible of Dreams  (Blue Room Released)
- 2000 :  Shango  (Metropolis Records)
- 2002 :  Odyssey 1992-2002  (Metropolis Records)
- 2004 :  Labyrinth  (Metropolis Records)
- 2008 :  Gods and Monsters  (Metropolis Records)
- 2011 :  Inside the reactor  (Metropolis Records)
- 2013 :  The Golden Sun of the Great East  (Metropolis Records)
- 2018 :  The Mutant Theatre   (Metropolis Records)

### Singles
- 1993 :  Laughing Gas  (NovaMute Records)
- 1994 :  High Energy Protons  (NovaMute Records)
- 1995 :  Guardian Angel  (Blue Room Released)
- 1996 :  Samurai  (Hypnotic/Cleopatra)
- 1996 :  Conga Fury  (Blue Room Released)
- 1997 :  God Is God  (Blue Room Released)
- 1997 :  God Is God (Front 242 Mixes)  (Blue Room Released)
- 1997 :  Jungle High  (Perfecto Fluoro)
- 2000 :  Nitrogen  (Metropolis Records)
- 2000 :  Pistolero  (Blue Room Released)
- 2001 :  Masters of the Universe  (Metropolis Records)
- 2002 :  Hotaka  (Metropolis Records)
- 2003 :  Zwara  (Universal J)
- 2013 :  Final Frontier  (Metropolis Records)

### Vidéos
- 2002 : Shango Tour 2001 Tokyo (Techno Flux)
- 2007 : Audio Visual Experience (Digisonic)